# Orschwiller
 Orschwiller (en alsacià Orschwiller) és un municipi francès, situat a la regió del Gran Est, al departament del Baix Rin. L'any 1999 tenia 535 habitants.
Forma part del cantó de Sélestat, del districte de Sélestat-Erstein i de la Comunitat de comunes de Sélestat.

## Demografia
| 1962 | 1968 | 1975 | 1982 | 1990 | 1999 |
| ---- | ---- | ---- | ---- | ---- | ---- |
| 500  | 513  | 494  | 605  | 562  | 535  |

## Administració
| Període | Identitat    | Partit |
| ------- | ------------ | ------ |
| 2001-   | Claude Risch |        |